# HMS Britannia (1762)
HMS Britannia (1762) — 100-пушечный линейный корабль первого ранга. Третий корабль Королевского флота, названный в честь Британии.

## Постройка
Строился по уложению 1745 года. Заказан 25 апреля 1751 года. Заложен 1 июля того же года в Портсмуте. Спущен на воду 19 октября 1762 года. В отличие от других кораблей 1 ранга, нижняя батарея в 1790-е годы не перевооружалась 32-фунтовыми пушками взамен исходных 42-фунтовых.

## Служба
Карьера HMS Britannia, типично для кораблей 1 ранга, была очень долгой, и перемежалась периодами хранения в резерве. В Семилетней войне участия не принимал. Первые годы освещены мало. Известно, что к началу Американской революционной войны корабль не был в активной службе.

### Американская война за независимость[3]
1778 — капитан Джон Мунтрей (англ. John Mountray).
1781 — капитан Джозеф Пейтон (англ. Joseph Peyton), флаг-капитан при вице-адмирале Дарби, но оставался на этом посту недолго; вскоре после этого вице-адмирал ушел в отставку.
1782 — в апреле флагман вице-адмирала Самуэля Баррингтона в составе Флота Канала. Был послан с эскадрой перехватить французский конвой из Бреста, направлявшийся в Ост-Индию. Обнаружил французов 20 апреля, и после нескольких часов боя, французский Pégase (74), был взят HMS Foudroyant, а Actionnaire (64, вооруженный en flûte), взят HMS Qeen, наряду со многими транспортами из состава конвоя.
1791 — капитан Джон Холлоуэй (англ. John Holloway), флагман вице-адмирал Уильям Хотэм. Благодаря исключительно прочному корпусу, корабль мог сохранять 42-фн нижнюю батарею, чем заслужил прозвище англ. Old Ironsides задолго до USS Constitution.

### Французские революционные войны[3]
В период с августа по декабрь 1793 года в составе Средиземноморского флота во главе с вице-адмиралом лордом Худом.
1793 — капитан Дж. Холлоуэй под флагом вице адмирала Хотэма.
В начале ноября 1794 года Хотэм занял пост командующего, а Худ вернулся в Англию.
1796 — капитан Пирд (англ. S. Peard), январь 1796. С мая 1796 — капитан Томас Фоли (англ. Thomas Foley), под флагом вице-адмирала сэра Хайд-Паркера.
1797 — капитан Томас Фоли, флагман вице-адмирала Чарльза Томпсона (англ. Charles Thompson). В июне капитаном назначен Марш (англ. E. Marsh).
В 1800 году оснащался в Портсмуте, использовался в гавани как корабль для выздоравливающих под командованием лейтенанта Конолли (англ. Conolly).
1801 — в резерве в Портсмуте.

### Наполеоновские войны
1803 — капитан (и. о.) Эдвард Китто (англ. Edward Kittoe), оснащение в Портсмуте для службы в качестве флагмана вице-адмирала Карнеги, эрла (графа) Нортеск (англ. William Carnegie, 7th Earl of Northesk).
15 августа, во время стоянки в гавани, корабль посетили герцог Йорк и герцог Кембридж, совершавшие осмотр верфи. 21-го корабль вышел в Спитхед и присоединился к Флоту Канала. 29 и 30 января Britannia, хотя имела приказ присоединиться к флоту, была заперта штормом в Сент-Хеленс. Только 5 февраля корабль смог выйти, несмотря на противные ветры.
1804 — капитан Чарльз Буллен (англ. Charles Bullen). В июне 1804 флагман эрла Нортеск, сначала в составе Флота Канала, затем отделен по приказу сэра Роберта Кальдера для усиления вице-адмирала Коллингвуда под Кадисом.
1805 — при Трафальгаре Britannia была в наветренной колонне Нельсона. Хотя ему было приказано вести второй дивизион из шести кораблей, из-за плохого хода, которым он был давно известен, корабль вышел из линии и пропустил бо́льшую часть боя. Он, однако, уничтожил Intrepide, после того как этот приз был брошен HMS Ajax в шторм после битвы. Потери Britannia были 10 убитых и 42 раненых.
После Трафальгара лорд Нортеск подал в отставку по состоянию здоровья, а капитан Буллен поставил Britannia на ремонт в Гибралтаре, прежде чем вернуться в Англию с тремя призами как рядовой корабль.
Britannia была выведена из активного состава в Плимуте в июне 1806 года.

## Конец карьеры и наследие
В январе 1812 года корабль был переименован в HMS Princess Royal, через 12 дней в HMS St. George, и в 1819 году в HMS Barfleur. Название HMS Britannia после этого стало переходящим; его носил ряд учебных кораблей, стоявших на приколе сначала в устье Тамар, затем в Дартмуте. На их основе позже была создана береговая часть HMS Britannia, учебная база военно-морского колледжа в Дартмуте.